# Trubénky
Trubénky (Choanoflagellatea) jsou drobná jednobuněčná eukaryota ze skupiny Opisthokonta příbuzná živočichům (Metazoa), která však mohou vytvářet i kolonie s různým stupněm specializace jednotlivých jedinců.
Základní límečková buňka je válcovitého tvaru s jedním tlačným bičíkem a věnečkem z mikrovilů (patrně slouží k filtraci). Buňky mohou mít membranózní obal či loriku z křemitých tyčinek.
Trubénky mohou být jak sladkovodní, tak mořské, plovoucí i přisedlé. Některé mohou fungovat i jako bioindikátor čisté vody. Živí se jako filtrátoři (někdy se symbiotickými zelenými řasami).
Trubének (Choanoflagellatea) je známo více než 125 druhů.

## Organizace a komunikace buněk
- několik jedinců na společné stopce bez dotyku a komunikace
- plochý útvar, jedinci spojeni lepkavými límečky
- „hrudka“, kde bičíkatí jedinci jsou na povrchu a nebičíkatí uvnitř

## Fylogeneze
Podrobnější informace naleznete v článku Klasifikace eukaryot, oddílu Fylogenetické stromy.
Podle současných molekulárních analýz jsou trubénky sesterskou skupinou živočichů (Metazoa), u živočišných hub můžeme nalézt choanocyty, které jsou velmi podobné límečkové buňce trubének. Trubénky a živočichové tvoří spolu s taxony plísňovky (Ichthyosporea), Filasterea a Pluriformea klad Holozoa v rámci opisthokont.
Všechny jmenované skupiny kromě živočichů byly spolu s nukleáriemi (Cristidiscoidea) a afelidiemi (Aphelida) slučovány do parafyletického kmene Choanozoa, jehož definice prošla několika úpravami a v poslední verzi v podstatě představuje skupinu Opisthokonta zbavenou dvou korunových kladů – živočichů (ve smyslu Metazoa) a vlastních hub (Eumycota).
V rámci fylogeneticky přirozených systémů jsou nukleárie dnes řazeny spolu s houbami (Fungi) do skupiny Holomycota (syn. Nucletmycea), která je sesterská holozoím. Afelidie jsou dokonce považovány za vnitřní skupinu hub.
Pokud se v současné době jméno Choanozoa používá pro přirozenou, monofyletickou skupinu, tak buď jako heterotypické synonymum pro Choanoflagellata nebo jako označení kladu spojujícího v sobě trubénky (Choanoflagellatea) a živočichy (Metazoa).
V původním, parafyletickém vymezení jsou Choanozoa nadále (rok 2021) uváděna v některých přehledových a databázových internetových projektech jako Species 2000/Catalogue of Life, AlgaeBase či World Register of Marine Species.

## Systém
Vnitřní systematika trubének (Choanoflagellatea) může vypadat například takto (NCBI Taxonomy Browswer):
- řád Craspedida – bez křemičité loriky (přirozený taxon[16])
  - čeleď Salpingoecidae (přirozený taxon[16])
    - Bicosta
    - Choanoeca
    - Codosiga
    - Desmarella
    - Hartaetosiga
    - Lagenoeca
    - Microstomoeca
    - Monosiga (přisedlá solitérní)
    - Mylnosiga
    - Paramonosiga
    - Proterospongia (kolonie plovoucí)
    - Salpingoeca (v lorice organické) (nepřirozený taxon[16])
    - Sphaeroeca (kolonie až 500 µm)
    - Stagondoeca
- řád Acanthoecida – s křemičitou lorikou (přirozený taxon[16])
  - čeleď Acanthoecidae (přirozený taxon,[16] ale jen v užším vymezení, minimálně bez rodů Crinolina, Pleurasiga[17])
    - Acanthoeca
    - Acanthoecopsis
    - Cosmoeca
    - Crinolina
    - Enibas
    - Helgoeca
    - Parvicorbicula
    - Pleurasiga
    - Polyoeca
    - Savillea

  - čeleď Stephanoecidae (nepřirozený taxon[16])
    - Acanthocorbis
    - Calliacantha
    - Diaphanoeca
    - Didymoeca
    - Stephanoeca